# 莫斯科时报
《莫斯科时报》（英語：The Moscow Times）是一份独立运营的荷兰在线报纸，总部设在荷兰阿姆斯特丹，其官网语言为英语和俄语。1992年到2017年期间曾发行印刷版，2017年起仅有网络版。

## 历史

### 创立和所有者
1989年来到莫斯科的荷兰出版商德克·绍尔 (Derk Sauer)计划将他的小型报纸《莫斯科卫报》(Moscow Guardian) 打造成世界级的日报。绍尔于1992年5月聘请了梅格·博尔廷 (Meg Bortin) 作为其第一任编辑，该团队将 Radisson Slavyanskaya 酒店的一个房间用作总部。  
《莫斯科时报》于1992年创立，旨在吸引苏联解体后移居莫斯科的美国和欧洲侨民。绍尔说：“当时是个完全不同的时代，没有互联网，大量不会说俄语的西方外籍人士涌入。当时，他们是莫斯科唯一有钱的人，所以《莫斯科时报》对广告商来说是一个有趣的媒体。” 
《莫斯科时报》第一期于1992年3月出版。它是第一份在俄罗斯出版的西方日报， 并迅速成为俄罗斯和西方“新闻和评论的首要来源”。
在当时它给俄罗斯评论员提供言论空间发挥了重要作用。例如，在1993年秋天，它击败了审查员：“当反叶利钦势力占领俄罗斯议会时，审查制度开始恢复。由于批评当局的文章被禁止发表，用来刊登这些文章俄语报纸头版出现大片空白。那些文章的作者来找我们。第二天，《莫斯科时报》用英语发表了他们的文章，他们的文章很快被BBC和其他外国广播电台收录并用俄语发回，打败了审查员。” 
从1990年代中期到2000年，它位于真理报的旧总部。1997年，注册了moscowtimes.ru网站。
2017年7月，报纸改由荷兰的Stichting 2 Oktober基金会运营。  
《莫斯科时报》目前隶属于一家有限责任公司，该公司中，在一家航空餐饮公司担任首席执行官的弗拉基米尔·赵（Vladimir Dzhao）拥有51%的股份，该报总经理Svetlana Korshunova拥有30%的股份，原创始人德克·绍尔拥有19%的股份。德克绍尔在接受俄罗斯生意人报采访时解释说，俄羅斯法律限制外国人控制俄罗斯媒体公司20%以上的股份，而绍尔本人是荷兰公民。他进一步表示，Vladimir Dzhao是他的老朋友，“他不控制报纸，是合作伙伴”。   

### 扩张
2003年到2004年，该报增加了职场和房地产附录，在2005年增加了“莫斯科指南”附录，主打高端文化。同时于2005年推出年报形式的“莫斯科餐饮指南”。
2005年以前，该报由在莫斯科注册的Independent Media出版社所有，该出版社还印刷俄语日报《Vedomosti》、《圣彼得堡时报》（《莫斯科时报》在圣彼得堡的姊妹报）和俄语版的时尚杂志，如FHM、Men's Health和Cosmopolitan Russia等。 2005年，芬兰出版集团Sanoma以1.42亿欧元收购将其收购。
2006年，该报开始与国际先驱论坛报合作，在2009年推出了themoscowtimes.com网站。第一期彩色刊于2010年出版。 
2009年，它出版了《俄罗斯初学者：外国人俄罗斯指南》（Russia for Beginners: A Foreigner's Guide to Russia），由外国作者撰写，他们根据自己在俄罗斯的生活经验提供建议。 该报于2012年在莫斯科Baltschug凯宾斯基酒店举行盛大晚宴庆祝其成立20周年。

### 最近发展
2014年1月，恶意广告导致网站重定向到漏洞利用工具包登录页面。  2014年12月，因分布式拒绝服务(DDoS) 攻击下线两天。 2015年2月因不明原因再次被迫下线。
2014年4月，安德鲁·麦克切斯尼（Andrew McChesney）不再担任总编职务，由前《莫斯科时报》副总编辑纳比·阿卜杜拉耶夫 (Nabi Abdullaev) 接任，阿卜杜拉耶夫曾于2011年离职莫斯科时报，加入俄新社外语新闻服务部。上任后不久，阿卜杜拉耶夫在《卫报》中撰文称，西方“偏见的新闻报道 ……使西方丧失了道德权威”。2015年秋季，阿卜杜拉耶夫被免职，总编职务由《新闻周刊》俄罗斯版前负责人米哈伊尔·菲什曼接替。
2014年10月，由于在评论区滥用和过度亲俄罗斯的行为增加，《莫斯科时报》决定暂停在线评论功能。 该报称，它关闭评论有两个原因——评论区给读者和运营者同时带来了不利，因为根据俄罗斯法律，网站应对所有内容负责，包括用户生成的评论等内容。
2014年，姊妹刊物《圣彼得堡时报》停刊。  2015年，Sanoma将莫斯科时报有限责任公司出售给《生意人报》的前任董事杰米扬·库德里亚夫采夫 (Demyan Kudryavtsev)。  2017年，纸质版停刊。最后一期于7月6日发布。
2022年3月俄罗斯当局立法限制入侵乌克兰的报道后，报社主要编采人员搬至阿姆斯特丹上班。4月15日，俄罗斯联邦通信、信息技术和大众传媒监督局宣布封锁报社网站。
2023年11月17日，《莫斯科時報》表示，俄羅斯司法部已將《莫斯科時報》列為“外國代理人”。而俄羅斯司法部指責《莫斯科時報》傳播有關當局所作決定的不準確資訊，從而令俄羅斯產生負面形象。《莫斯科時報》在其網站上表示，該報指「外國代理人」近年來被不成比例地用於針對獨立記者、活動家和非政府組織。
2024年7月10日，俄罗斯总检察长办公室将《莫斯科时报》列入「不良组织」名单，并指该出版物的目的是「抹黑俄罗斯领导层在外交和国内政策方面的决定」，宣布《莫斯科时报》在俄罗斯境内为不受欢迎刊物。

### 其他出版物
- 《莫斯科时报国家间附录》——俄罗斯-法国、俄罗斯-芬兰、俄罗斯-英国等。这些版本致力于双边合作问题，并促进两国间商业和投资互动项目的建立。他们专注于经济、贸易和投资，以及跨文化项目、旅游问题。
- 《房地产目录》和《房地产季刊》——关于房地产市场的定期专业商业版
- 《莫斯科时报指南》- 俄罗斯初学者，俄罗斯高级，餐饮指南，旅游指南，酒吧指南魅力版，季节性风格指南，时尚潮流，莫斯科文化活动。 [13]
- 《会议：莫斯科时报》——俄罗斯人和外国投资者、商人和俄罗斯国内外专家的聚会场所。
- 2020年3月，推出了俄语版网站[35] ，后成为独立的VTimes新闻网站。 [36]俄罗斯于2021年5月将VTimes指定为“外国代理人”，因其在荷兰注册[37]；2021年6月3日，VTimes宣布于6月12日停止运营。[38]

## 主编

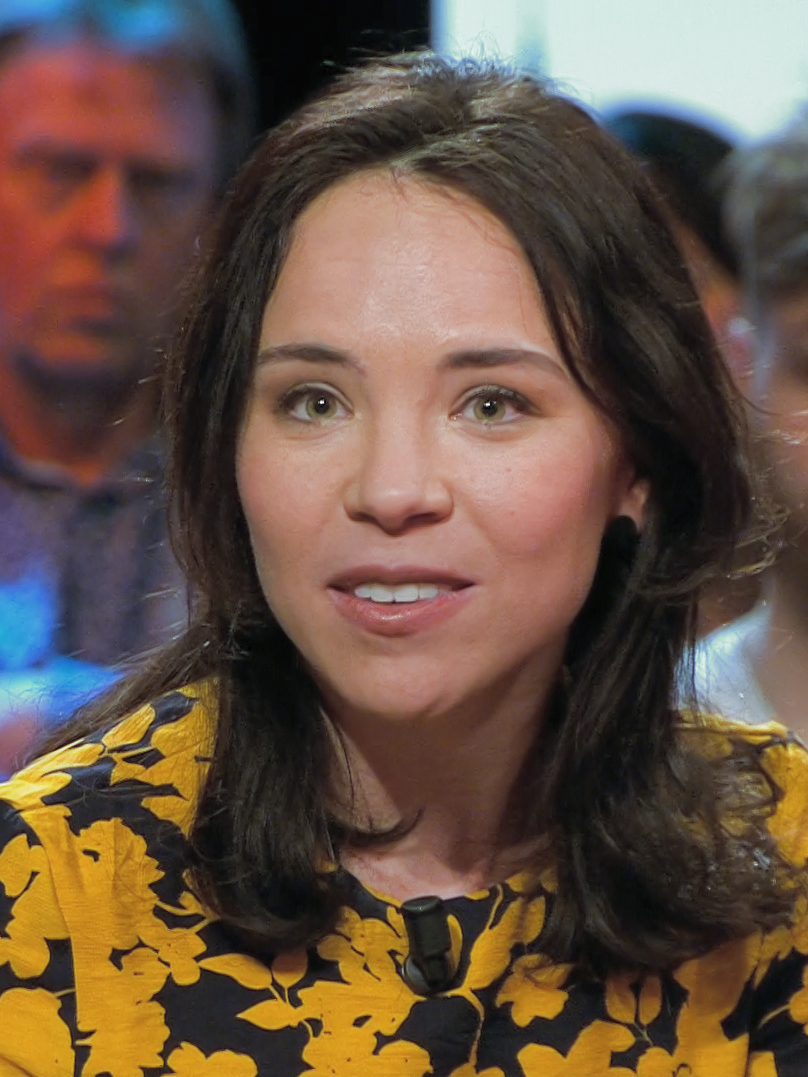
伊娃·哈托格（2018年）

- 马特·比文斯（Matt Bivens），1998年至2001年
- 林恩·贝里（英语：Lynn Berry (Associated Press news personality)） ，2001年1月至2006年6月[39]
- 安德鲁·麦克切斯尼（Andrew McChesney），2006年6月至2014年4月[13]
- 纳比·阿卜杜拉耶夫（Nabi Abdullaev），2014年4月至2015年10月[40]
- 米哈伊尔·菲什曼（英语：Mikhail Fishman），2015年11月至2017年7月[41]
- 伊娃·哈托格（英语：Eva Hartog），2017年至2019年